# Vanāb
Vanāb (persiska: وَناب, وناب) är en ort i Iran.   Den ligger i provinsen Lorestan, i den västra delen av landet, 400 km sydväst om huvudstaden Teheran. Vanāb ligger 1 745 meter över havet och antalet invånare är 127.
Terrängen runt Vanāb är kuperad. Runt Vanāb är det ganska tätbefolkat, med 56 invånare per kvadratkilometer. Närmaste större samhälle är Nūrābād, 16,6 km öster om Vanāb. Omgivningarna runt Vanāb är i huvudsak ett öppet busklandskap.